# Chalcosoma atlas
Chalcosoma atlas — жук из подсемейства Dynastinae семейства пластинчатоусые. Один из крупнейших жуков в мире. Видовое латинское название восходит к Атласу — могучему титану в греческой мифологии. Согласно другой версии, название является ссылкой на Атласские горы, что возможно связано с названием другого вида — Chalcosoma caucasus, которое соотносимо с Кавказскими горами.

## Описание
Длина тела 40—110 мм. Окраска тела чёрная, с металлическим блеском. Голова, переднеспинка и надкрылья самца гладкие. Самец с длинным рогом на голове и двумя длинными слегка изогнутыми выростами на переднеспинке, направленными вперёд или вперёд и частично вниз.
Самка гораздо меньшего размера по сравнению с самцом, без «рогов», матовая, чёрного цвета, надкрылья бугорчатые, покрыта бурыми волосками.

## Подвиды

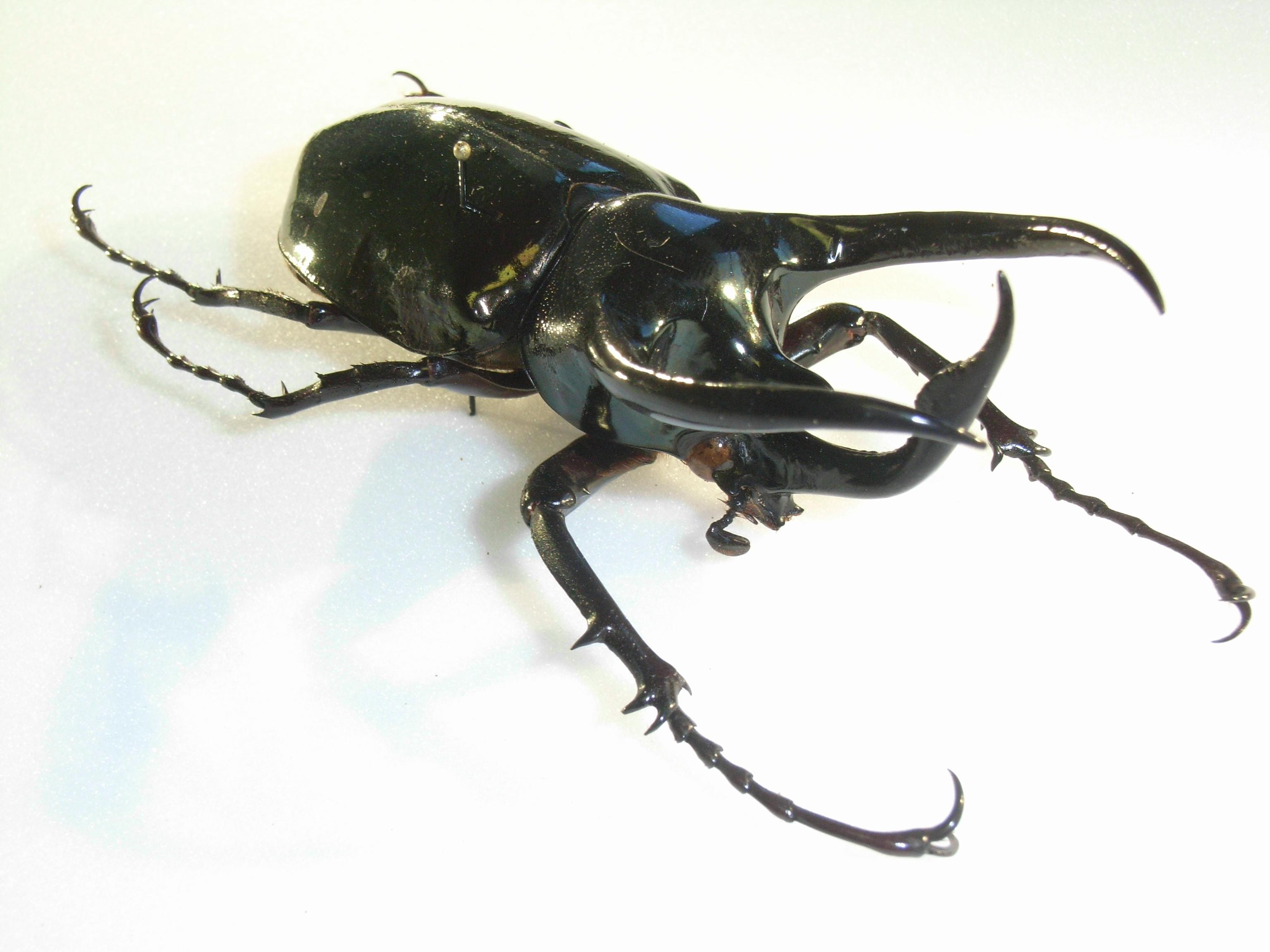
Самец

- Chalcosoma atlas atlas — 50—100 мм.
- Chalcosoma atlas hesperus — 50—110 мм.
- Chalcosoma atlas shintae — 40—100 мм.
- Chalcosoma atlas mantetsu — 50—90 мм.
- Chalcosoma atlas keyboh — 50 мм.
- Chalcosoma atlas butonensis — 50 мм.
- Chalcosoma atlas simeuluensis — 50—70 мм.

## Ареал
Юго-Восточная Азия, Малайзия